# Craesus septentrionalis
Espèce
Craesus septentrionalis (la tenthrède du bouleau) est une espèce d'insectes de l'ordre des hyménoptères, du sous-ordre des symphytes, de la famille des tenthrédinidés (tenthrèdes ou némates).
Cette tenthrède est un ravageur par ses larves appelées « fausses-chenilles ». Ces larves possèdent 12 fausses-pattes (10 au maximum chez les chenilles de papillons) ; les larves de Craesus septentrionalis apprécient les feuilles de bouleaux ou d'aulnes.
En cas de menace, les fausses-chenilles relèvent leur abdomen dans un mouvement d'ensemble susceptible d'effrayer un prédateur.

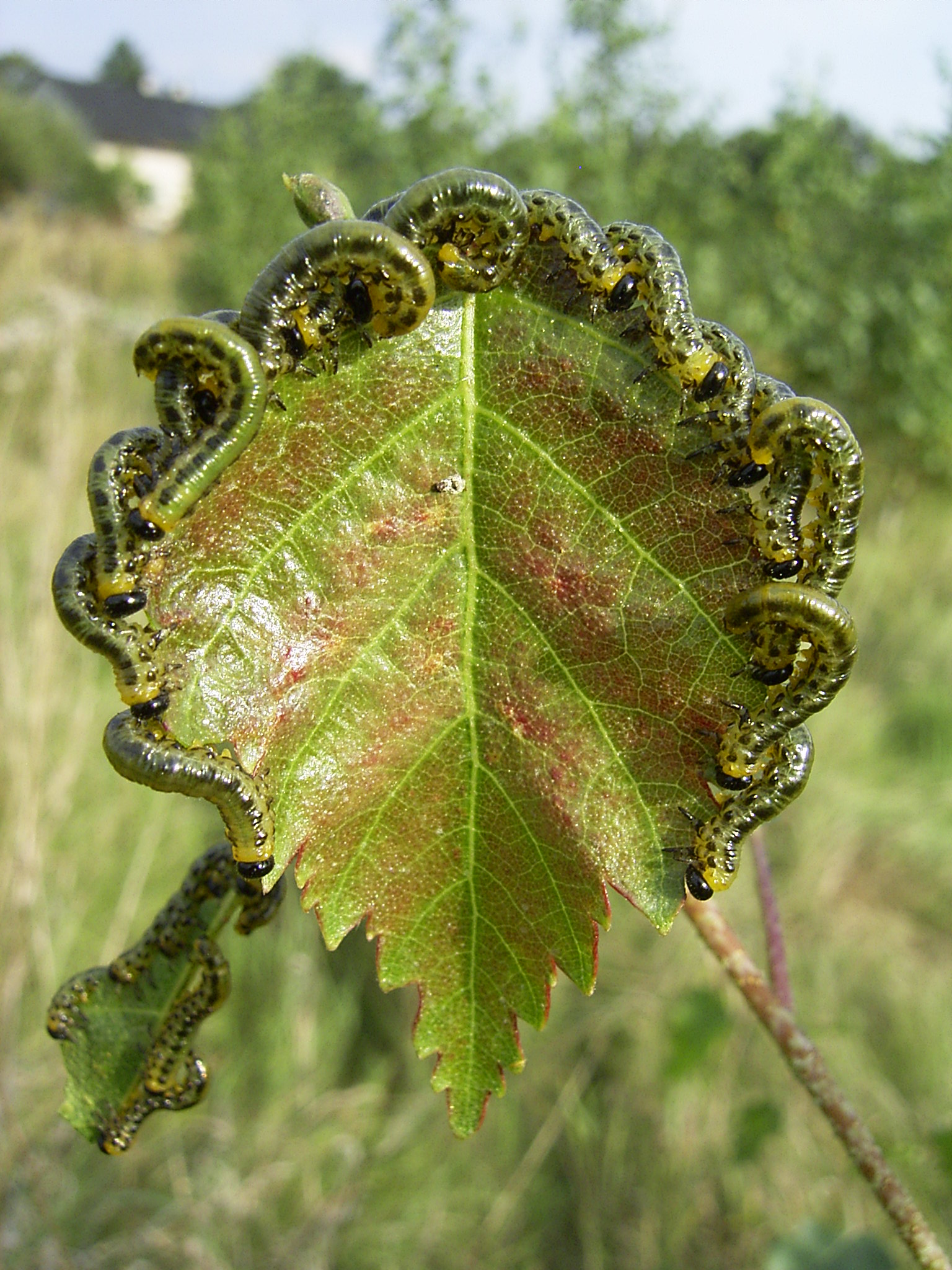
Fausses-chenilles dévorant une feuille de bouleau en Pologne

## Synonyme
- Croesus septentrionalis Linnaeus, 1758.

## Gamme d'hôtes
La gamme d'hôtes de Craesus septentrionalis comprend diverses espèces d'arbres et arbustes : aulnes, frênes, noisetiers, bouleaux, charmes, peupliers, sorbiers, alisiers, érables, saules, etc..